# 트리니다드개닮은박쥐
트리니다드개닮은박쥐(Peropteryx trinitatis)는 대꼬리박쥐과에 속하는 박쥐의 일종이다. 아루바와 프랑스령 기아나, 그레나다, 트리니다드토바고 그리고 베네수엘라에서 발견된다. 분포 지역 어디든 희귀종으로 간주되지만, 트리니다드개닮은박쥐는 이전에 작은개닮은박쥐와 혼동되기 때문에 사실이 아닐 수도 있다. 공중을 날아다니는 곤충을 먹이로 잡는 식충성 박쥐로 나무 구멍과 땅에 쓰러진 나무 속, 지하 땅굴이나 베네수엘라 야노스의 동굴 속 등에서 매달려 생활한다.

## 아종
2종의 아종이 알려져 있다.
- Peropteryx trinitatis trinitatis
- Peropteryx trinitatis phaea

## 같이 보기
- 작은개닮은박쥐